# Embalse de Tumbanales I
El embalse de Tumbanales I se encuentra situado dentro del término municipal de Nerva, en la provincia de Huelva (España), estando ubicado al norte del núcleo de población y del embalse de Tumbanales II. Tiene una superficie de seis hectáreas y en la actualidad es empleado para abastecimiento agrícola.

## Historia
En 1905 la Peña Copper Mines Company Limited, que operaba la mina de Peña del Hierro, puso en marcha la construcción del embalse de Tumbanales. La infraestructura fue levantada con el fin de proporcionar agua a los canaleos de cementación en los que se desarrollaban labores hidrometalúrgicas mediante las cuales se obtenía cobre metal. Sin embargo, la construcción del embalse tropezó con el frontal rechazo de la Rio Tinto Company Limited, que inició una batalla judicial y tomó represalias contra la propietaria de Peña del Hierro. El pleito legal se acabaría alargando hasta al menos 1925.